# Alfred Meyer (Gauleiter)

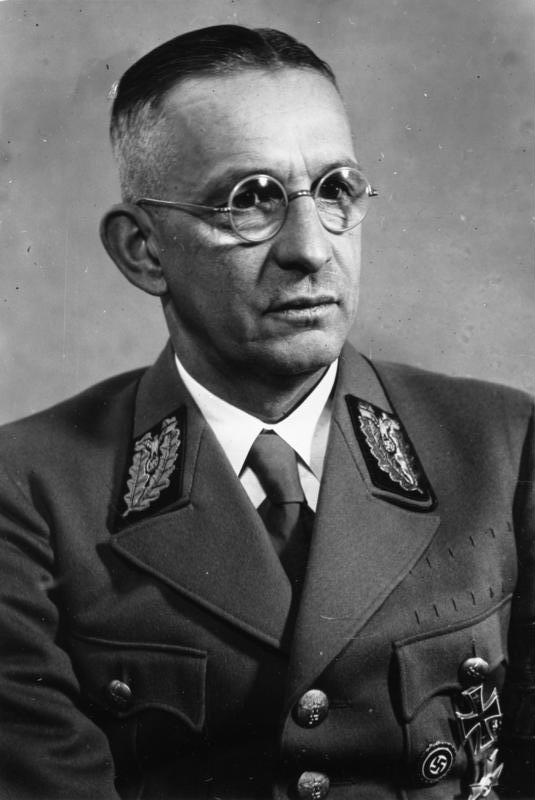
Alfred Meyer 1941

Gustav Alfred Julius Meyer (* 5. Oktober 1891 in Göttingen; † 11. April 1945 in Hessisch Oldendorf) war ein nationalsozialistischer Funktionär. Er trat 1928 der NSDAP bei und war von 1931 bis 1945 Gauleiter des Gaus Westfalen-Nord und von 1933 bis 1945 Reichsstatthalter in Lippe und Schaumburg-Lippe. Nach dem deutschen Angriff auf die Sowjetunion wurde er Staatssekretär im Reichsministerium für die besetzten Ostgebiete (RMfdbO).
Er war als Teilnehmer der Wannseekonferenz und in Folge in die Organisation des Holocaust eingebunden. Durch sein Drängen zur Anwendung der Vernichtungsmaßnahmen auch auf die „jüdischen Mischlinge“ trug er maßgeblich zur Erhöhung der Opferzahl bei.

## Leben
Meyer wurde in ein evangelisches Elternhaus geboren. Sein Vater war zu dieser Zeit als preußischer Regierungsbaurat in Göttingen tätig und wurde nach weiteren Stationen schließlich Kreisbaurat in Soest. Nach dem Abitur am Archigymnasium im Jahr 1911 schlug Alfred Meyer die Offizierslaufbahn ein, wurde 1912 Fahnenjunker, 1914 Kompanie- und später Bataillonschef. Während des Ersten Weltkrieges wurde er zweimal verwundet und mit dem Eisernen Kreuz II. und I. Klasse ausgezeichnet; nachträglich erhielt er das Verwundetenabzeichen. Im April 1917 geriet er in französische Kriegsgefangenschaft, aus der er erst 1920 entlassen wurde. Die Reichswehr hatte keine Verwendung mehr für ihn und entließ ihn als Hauptmann.
Im Alter von nun dreißig Jahren arbeitete Meyer als Werkstudent und studierte Rechts- und Staatswissenschaften sowie Nationalökonomie an den Universitäten in Lausanne, Bonn und Würzburg. 1922 promovierte er bei Christian Meurer mit dem Thema „Der belgische Volkskrieg“ zum Doktor der Staatswissenschaften (Dr. rer. pol.). Meyer war von 1923 bis 1930 Zechenbeamter in der juristischen Abteilung auf der Zeche Graf Bismarck in Gelsenkirchen. Zum 1. April 1928 trat er der NSDAP bei (Mitgliedsnummer 28.738) und wurde sogleich Ortsgruppenleiter der Partei in Gelsenkirchen. 1929/30 stieg er zum Leiter des Bezirks Emscher-Lippe auf. Im November 1929 wurde er als einziges NSDAP-Mitglied in den Rat der Stadt Gelsenkirchen gewählt.
Er zog nach der Reichstagswahl am 14. September 1930 als Abgeordneter für den Wahlkreis Westfalen-Nord in den Reichstag ein. Sein am 31. Dezember 1932 niedergelegtes Reichstagsmandat wurde am 1. Januar 1933 von Heinrich August Knickmann fortgeführt. Später im Jahr 1933 kehrte Meyer in den mittlerweile nationalsozialistischen Reichstag zurück und blieb dort bis 1945 Mitglied.
Nachdem der NSDAP-Gau Westfalen geteilt worden war (Gau Westfalen-Süd und -Nord), wurde Meyer 1931 NSDAP-Gauleiter für Westfalen-Nord in Münster, ab dem 16. Mai 1933 Reichsstatthalter von Lippe und Schaumburg-Lippe und 1936 Führer der lippischen Landesregierung. In den Jahren 1932 und 1933 war er Mitglied des Preußischen Landtags. 1938 wurde Meyer zum Oberpräsidenten der Provinz Westfalen ernannt und zum SA-Obergruppenführer befördert.

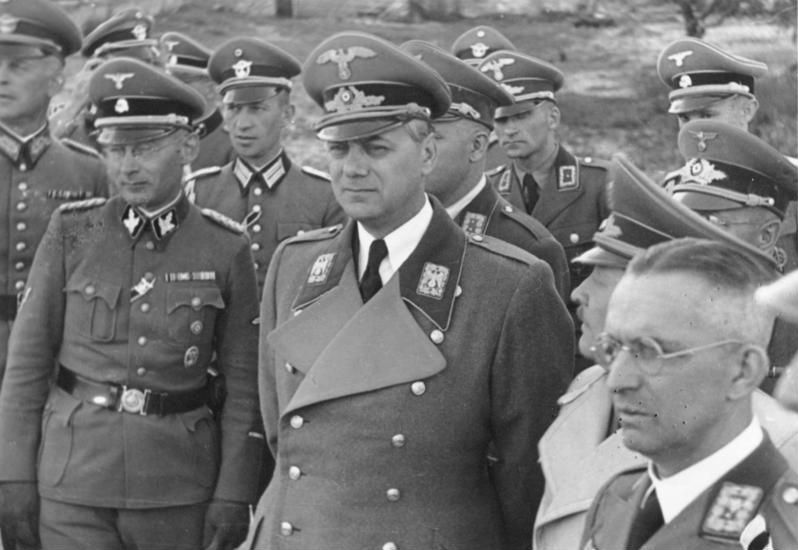
Meyer (ganz vorn rechts) und Alfred Rosenberg (groß in der Bildmitte) in Kiew im Juni 1942.

Im April 1941 wurde Alfred Meyer zum „ständigen Vertreter“ Alfred Rosenbergs, der im Juli 1941 zum Leiter des durch Geheimerlass geschaffenen RMfdbO ernannt wurde, und erreichte damit seine höchste Karrierestufe. In dieser Funktion, die er seiner langjährigen Bewährung als „Gefolgsmann“ Rosenbergs zu verdanken hatte, leitete Meyer vom Sommer 1941 bis November 1942 die drei Hauptabteilungen des Ministeriums (Politik, Verwaltung und Wirtschaft). Damit war er an der Ausbeutung und Plünderung der besetzten sowjetischen und baltischen Gebiete und an der Unterdrückung, Verschleppung und Ermordung ihrer Bewohner, besonders der jüdischen Bevölkerung, an verantwortlicher Stelle unmittelbar beteiligt.

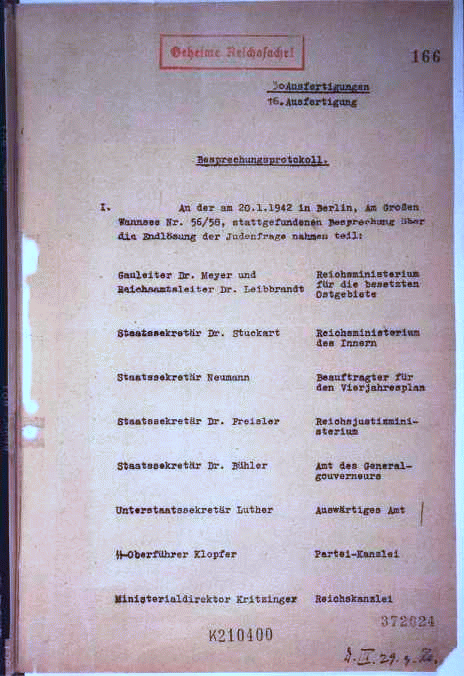
Gauleiter Meyer an erster Stelle auf der Teilnehmerliste der Wannseekonferenz

Zur Wannseekonferenz war Meyer eingeladen, weil im Verwaltungsgebiet seines Ministeriums der Holocaust durch die Einsatzgruppen der Sicherheitspolizei und des SD bereits begonnen hatte. Meyer forderte auf der Konferenz, „gewisse vorbereitende Arbeiten“ jeweils an Ort und Stelle durchzuführen, ohne die Bevölkerung zu beunruhigen. In einem Schreiben, datiert auf den 16. Juli 1942, schlug er vor, in der Sowjetunion gegen „jüdische Mischlinge“ dieselben Maßnahmen wie gegen Juden zu treffen, mit folgender Begründung:
„Die Gleichstellung der jüdischen Mischlinge ersten Grades in den besetzten Ostgebieten mit Juden führt zu dem Ergebnis, dass die betreffenden Mischlinge in jeder Beziehung wie die Juden behandelt werden, das heißt, sie unterliegen den gleichen Massnahmen, die gegen Juden angewandt werden. Damit sind aber Befürchtungen dahin, dass aus diesen Mischlingen infolge ihres artverwandten Blutseinschlages besondere Gefahren gegen die deutsche Herrschaft im Ostraum erwachsen, nicht berechtigt.“
Da Meyer seine Vorschläge an die Parteikanzlei, das Reichsinnenministerium, die Vierjahresplanbehörde, das Auswärtige Amt, das Rasse- und Siedlungshauptamt der SS sowie den Chef der Sicherheitspolizei und des SD sandte, ist es nach Ansicht seines Biographen, des Historikers Heinz-Jürgen Priamus, „auch den autoritätsorientierten, bürokratisch-eilfertigen ‚Bemühungen‘ Meyers zuzuschreiben, daß man den Judenbegriff bei den Ausrottungen im Osten außerordentlich weit faßte.“
Im November 1942 übernahm Meyer als Gauleiter des Gaus Westfalen-Nord auch die Funktion eines „Reichsverteidigungskommissars“, die damals allen Gauleitern übertragen wurde, um Kompetenzstreitigkeiten zu beenden.
Meyer beging am 11. April 1945 in der Nähe von Zersen (Hessisch Oldendorf) Suizid.

## Ehrenbürgerschaft (widerrufen)
Meyer wurde 1936 von der Stadt Bückeburg die Ehrenbürgerwürde verliehen.
Anfang Januar 2016 entzog der Rat der Stadt Bückeburg ihm posthum die Ehrenbürgerwürde. Obgleich die Ehrenbürgerwürde mit dem Tode erlischt, begründete der damalige Bückeburger Bürgermeister Reiner Brombach (SPD) diesen Schritt mit den Worten: „Wir wollen nicht, dass dieser Name in den Büchern der Stadt stehen bleibt.“